# Theo Kautzmann
Theo Kautzmann (* 20. April 1948 in Landau in der Pfalz) ist ein ehemaliger deutscher Winzer und Politiker (CDU).

## Leben
Kautzmann besuchte die Volksschule und die Gymnasien Landau und Dahn. Danach machte er eine kaufmännische Lehre mit Abschluss als Großhandelskaufmann und besuchte die Weinbauschule. 1968 wurde er Leiter des elterlichen Weinguts. Von 1980 bis 1984 war er persönlicher Mitarbeiter des Bundestagsabgeordneten Heiner Geißler und ab 1984 Geschäftsführer des Weinwerbung Südliche Weinstraße e.V. Er ist zweifacher Vater, hat sechs Enkelkinder und eine Urenkelin.

## Politik
1971 wurde er Mitglied der CDU und war von 1971 bis 1974 Vorsitzender des CDU-Ortsverbands Birkweiler, ab 1973 Mitglied des CDU-Kreisvorstands Landau und von 1973 bis 1984 Geschäftsführer der CDU Südpfalz. 1980 wurde er Vorsitzender des CDU-Stadtverbands Landau und 1981 Mitglied des Stadtrats Landau, wo er stellvertretender CDU-Fraktionsvorsitzender und 1998–2002 Vorsitzender der CDU-Stadtratsfraktion war.
1987 kandidierte er für den elften Landtag Rheinland-Pfalz. Am 1. März 1990 rückte er für Herbert Waldenberger in den Landtag nach, dem er bis zum Ende der Wahlperiode 1991 angehörte. Im Landtag war er Mitglied im Ausschuss für Landwirtschaft, Weinbau und Forsten und im Ausschuss für Soziales und Familie.
1984 wurde er Vorstandsmitglied der Planungsgemeinschaft Rheinpfalz, von 1979 bis 1989 war er Schöffe am Landgericht Landau in der Pfalz. 1987 wurde er Vorsitzender des ASV Landau. 1998 wurde er Mitglied, 2002 Vizepräsident und 2010 Präsident des Oberrheinrats. Er war Mitglied im Aufsichtsrat der Stadtholding Landau, im Arbeitskreis Energie-Südwest und in weiteren Gremien und Organisationen. Er wurde mit dem Ehrenring der Stadt Landau (2001) und dem Ehrenring der Freiherr-vom-Stein-Plakette (2006) ausgezeichnet.